# Lee DeWyze
Leon James "Lee" DeWyze, Jr. (né le 2 avril 1986) est un auteur-compositeur-interprète américain  de Mount Prospect, Illinois, et le gagnant de la neuvième saison de l'émission américain American Idol. Avant Idol, DeWyze menait une carrière en solo et avait formé le groupe Lee DeWyze Band. Il avait également enregistré deux albums indépendants intitulés So I'm Told en 2007 et Slumberland en 2010, tous deux sous l'étiquette WuLi Records (en). Son premier album post-Idol sera lancé le 26 octobre 2010 sous les étiquettes 19 Entertainment et RCA Records.

## Biographie

### Enfance
DeWyze est né à Mount Prospect, Illinois. Son père, Lee DeWyze, Sr., était facteur à Elk Grove Village, et sa mère est Kathleen DeWyze (née Donahue),. Il a deux sœurs, Sarah et Shannon, et un frère plus jeune, Mike. Ses influences musicales incluent Hinder, Nickelback, Cat Stevens, Eric Clapton, Ben Harper, et Simon & Garfunkel.

### Éducation
Il a étudié au Saint James Catholic Elementary School à Arlington Heights, Illinois, et au Prospect High School. Après avoir quitté Prospect High, Lee a étudié au Forest View Alternative School à Arlington Heights, reprenant ses études encouragé par ses enseignants et son intérêt pour la musique. Lee n'a jamais obtenu de diplôme.
21

### Vie personnelle
DeWyze a quelques paroles de la chanson "Father and Son", un classique de Cat Stevens, tatouées sur un bras,. Il a trois autres tatouages, incluant la silhouette du drapeau de Chicago sur son bras droit,. Lee a indiqué sur son blogue qu'il possède un bulldog nommé Capone, qu'il a peur des hauteurs, et qu'il aime jouer au Scrabble.

## Carrière pré-Idol
Après avoir quitté l'école secondaire, DeWyze a travaillé dans un magasin de peinture. Au moment de passer les auditions pour Idol et jusqu'à l'étape des auditions à Hollywood diffusées à la télévision, il travaillait depuis six ans au magasin "Mount Prospect Paint".
DeWyze a commencé la chanson très jeune et fut découvert par un homme de Chicago Louis Svitek, qui a vu DeWyze, alors âgé de  17 ans, qui jouait de la guitare et qui chantait à une fête privée dans la banlieue nord-ouest de Chicago. Svitek, qui dirige une maison de disques indépendante, WuLi Records (en) avec Ryan McGuire à Chicago, a fait signer un contrat au chanteur. Dewyze a formé le "Lee DeWyze Band". Les autres membres du groupe étant Louis Svitek, Ryan McGuire et Jeff Henderson. Lee a enregistré deux albums, So I'm Told (2007) et Slumberland (2010), tous deux produits par Ryan McGuire. En 2008, dans une faveur faite à son collègue Jeff Henderson, Lee DeWyze et son groupe ont enregistré un disque pour Square One Organic Baby Food Company, une compagnie qui appartient à l'épouse de Jeff Henderson. Lee DeWyze a enregistré six chansons sur le disque promotionnel "Square One Organic", aussi produit par Ryan McGuire.
Résultat d'une tournée dans les environs et de nombreux concerts locaux, Lee et la musique de son groupe étaient connus localement, obtenant même du temps d'antenne à la radio sur WXRT longtemps avant de participer à American Idol. Le groupe a fait une apparition à The Chicago Huddle animé par Ryan Chiaverini, de ABC 7. Lee y a chanté la composition "Another Sleep Song" provenant de son deuxième album, Slumberland.

## American Idol
DeWyze a auditionné à Chicago au United Center pour la neuvième saison d' American Idol le 22 juin 2009 après avoir été encouragé par son ami Vincent Ferrara, qui a aussi tenté sa chance à Chicago. Il a chanté "Ain't No Sunshine". Lee a été un des 13 candidats sélectionnés à Chicago à se rendre à Hollywood, le plus bas total de réponses positives à travers les sept villes en auditions. Pendant la semaine d'auditions à Hollywood, son groupe incluait Aaron Kelly et Crystal Bowersox, qui ont tous été sélectionnés dans le Top 24, et se sont subséquemment qualifiés dans le Top 5. Crystal Bowersox et Lee ont tous deux atteint la finale, que Lee a remportée.
Ses amis les plus proches parmi les autres compétiteurs étaient Siobhan Magnus et Andrew Garcia. Garcia était son cochambreur jusqu'à son élimination, dans le Top 9. Les autres finalistes dont il est proche sont Alex Lambert, Lacey Brown et éventuellement Crystal Bowersox. Avant chaque performance, DeWyze appelait sa famille.
DeWyze est devenu l'un des deux finalistes et a été le seul participant de la neuvième saison à ne jamais faire face à l'élimination. Les juges ont salué sa façon de surmonter sa timidité et sa capacité, à travers les semaines, à montrer la confiance de quelqu'un "qui participe pour gagner".
Le 14 mai 2010, DeWyze a chanté au Arlington Park Race Track à Arlington Heights, Illinois devant plus de 41 000 personnes pour son "retour à la maison".
Le 26 mai, DeWyze a été couronné le gagnant de la neuvième saison d'American Idol. En conséquence, DeWyze remporte également un contrat de disque. Selon iTunes, son album devrait être en magasin le 26 octobre 2010, et devrait comporter 12 chansons.

### Performances/résultats
| Semaine #          | Thème                                                      | Chanson                                                                         | Artiste original                    | Ordre # | Résultat |
| ------------------ | ---------------------------------------------------------- | ------------------------------------------------------------------------------- | ----------------------------------- | ------- | -------- |
| Audition           | Choix du candidat                                          | Ain't No Sunshine                                                               | Bill Withers                        | N/A     | Avance   |
| Hollywood          | Premier solo                                               | One of Us                                                                       | Joan Osborne                        | N/A     | Avance   |
| Hollywood          | Groupe                                                     | Get Ready                                                                       | The Temptations                     | N/A     | Avance   |
| Hollywood          | Deuxième solo                                              | You Found Me                                                                    | The Fray                            | N/A     | Avance   |
| Top 24 (12 hommes) | Billboard Hot 100 Hits                                     | Chasing Cars                                                                    | Snow Patrol                         | 7       | Qualifié |
| Top 20 (10 hommes) | Billboard Hot 100 Hits                                     | Lips of an Angel                                                                | Hinder                              | 10      | Qualifié |
| Top 16 (8 hommes)  | Billboard Hot 100 Hits                                     | Fireflies                                                                       | Owl City                            | 1       | Qualifié |
| Top 12             | The Rolling Stones                                         | Beast of Burden                                                                 | The Rolling Stones                  | 9       | Sauf     |
| Top 11             | Billboard #1 Hits                                          | The Letter                                                                      | The Box Tops                        | 1       | Sauf     |
| Top 10             | R&B/Soul                                                   | Treat Her Like a Lady                                                           | Cornelius Brothers & Sister Rose    | 8       | Sauf     |
| Top 9              | Lennon/McCartney                                           | Hey Jude                                                                        | The Beatles                         | 9       | Sauf     |
| Top 9              | Elvis Presley                                              | A Little Less Conversation                                                      | Elvis Presley                       | 4       | Sauf     |
| Top 7              | Chansons inspirantes                                       | The Boxer                                                                       | Simon & Garfunkel                   | 2       | Sauf     |
| Top 6              | Shania Twain                                               | You're Still the One                                                            | Shania Twain                        | 1       | Sauf     |
| Top 5              | Frank Sinatra                                              | That's Life                                                                     | Frank Sinatra                       | 5       | Sauf     |
| Top 4              | Chansons du cinéma Solo Duo                                | Kiss from a Rose — Batman Forever "Falling Slowly" — Once with Crystal Bowersox | Seal Glen Hansard & Markéta Irglová | 1 3     | Sauf     |
| Top 3              | Choix du candidat Choix des juges                          | Simple Man Hallelujah                                                           | Lynyrd Skynyrd Leonard Cohen        | 3 6     | Sauf     |
| Top 2              | Choix du candidat Choix de Simon Fuller Extrait du gagnant | The Boxer Everybody Hurts Beautiful Day                                         | Simon & Garfunkel R.E.M. U2         | 1 3 5   | Gagnant  |

## Carrière post-Idol
DeWyze a signé avec la maison de disques de Simon Fuller, 19 Entertainment et RCA Records. Son premier album depuis "American Idol" sera sur RCA Records, prévue pour paraître à l'automne de 2010.
Son premier extrait, une reprise d'une chanson de U2, "Beautiful Day," a été lancé sous forme numérique le 27 mai 2010.  À propos de cette chanson, DeWyze a dit: "J'aime beaucoup cette chanson; Elle est vraiment très bonne (...) Est-ce que c'est le genre de musique précis que je voudrais faire? Non. Il y avait plusieurs chansons parmi lesquelles je pouvais choisir, et j'y suis allé avec celle qui décrirait le mieux le "moment" de la victoire."
DeWyze a chanté l'hymne national au Staples Center pour le deuxième partie des finales de la NBA le 6 juin 2010.

## Discographie

### Albums
| 2007                                                         | So I'm Told - Sortie: July 7, 2007 - Étiquette: WuLi Records - Format: CD                                                 | —        | —        | —        |              |
| 2010                                                         | Slumberland - Sortie: 7 janvier, 2010 (iTunes) 20 janvier, 2010 (physical release) - Étiquette: WuLi Records - Format: CD | —        | 7        | 39       | - US: 11,000 |
| 2010                                                         | Live It Up - Sortie : 26 octobre, 2010 - Étiquette : 19 Recordings / RCA Records - Format : CD, Téléchargement numérique  | À sortir | À sortir | À sortir | À sortir     |
| "—" indique des extraits qui n'ont pas atteint les palmarès. | |          |          |          |              |

### Albums numériques
| Année                                                        | Album                          | Meilleure position | Meilleure position | Meilleure position | Ventes      |
| Année                                                        | Album                          | US                 | US Heat            | US Indie           | Ventes      |
| ------------------------------------------------------------ | ------------------------------ | ------------------ | ------------------ | ------------------ | ----------- |
| 2010                                                         | Season 9 Favorite Performances | —                  | 9                  | 40                 | - US: 5,000 |
| "—" indique des extraits qui n'ont pas atteint les palmarès. |                                |                    |                    |                    |             |

### Extraits
| Année                                                        | Extrait         | Meilleure position | Meilleure position | Meilleure position | Album       |
| Année                                                        | Extrait         | US                 | US AC              | CA                 | Album       |
| ------------------------------------------------------------ | --------------- | ------------------ | ------------------ | ------------------ | ----------- |
| 2010                                                         | "Beautiful Day" | 24                 | 37                 | 13                 | Aucun album |
| "—" indique des extraits qui n'ont pas atteint les palmarès. |                 |                    |                    |                    |             |

### Extraits numériques
| 2010                                                         | "Hallelujah"                             | 44 | 57 | Season 9 Favorite Performances |
| 2010                                                         | "Falling Slowly" (with Crystal Bowersox) | 66 | 70 | Sans titre                     |
| 2010                                                         | "The Boxer"                              | 88 | 72 | Season 9 Favorite Performances |
| "—" indique des extraits qui n'ont pas atteint les palmarès. |                                          |    |    |                                |

### Collaborations
- 2008: Square One Organic Baby Food Company promotional CD (6 des chansons sont interprétées par Lee DeWyze).